# Diane Arcand
Diane Arcand est une actrice québécoise à la télévision, au cinéma et au théâtre, surtout active durant les années 1970. Connue pour son rôle de Patricia Beaulieu dans le téléroman Les Berger et de Colette Aucoin dans le téléroman Le Paradis terrestre, elle est aussi très active en doublage.

## Filmographie

### Cinéma
- 1971 : Heads or Tails : Suzanne
- 1972 : IXE-13
- 2003 : Vive les fêtes ! Un film avec Caillou (en) (vidéo) : Grand-mère de Caillou

### Télévision
- 1996 : Le Retour : Dominique Audibert
- 1961 : La Semaine dernière pas loin du pont (court-métrage)
- 1979 - 1980 : Frédéric : Claude Paquin
- 1970 - 1978 : Les Berger : Patricia Beaulieu
- 1968 - 1972 : Le Paradis terrestre : Colette Aucoin

#### Doublage
- 1997 - 2010 : Caillou : Grand-mère de Caillou
- 1975 - 1977 : Cosmos 1999 : Dr Helena Russell
- 1973 : Star Trek, la série animée : Christine Chapel